# Liste der Fellows des Computer History Museum
Die Liste der Fellows des Computer History Museum, jeweils mit Jahr der Aufnahme:
- 1987 Grace Murray Hopper
- 1995 Jay W. Forrester
- 1996 Mitch Kapor, Ken Olsen
- 1997 John W. Backus, Dennis Ritchie, Ken Thompson, Steve Wozniak
- 1998 Gene Amdahl, Donald Knuth, Gordon Moore
- 1999 Alan Kay, John McCarthy, Konrad Zuse
- 2000 Frances E. Allen, Vinton Cerf, Tom Kilburn
- 2001 Frederick P. Brooks, Jean Sammet, Maurice V. Wilkes
- 2002 John Cocke, Charles Geschke, Carver Mead, John Warnock
- 2003 Gordon Bell, Tim Berners-Lee, David Wheeler
- 2004 Erich Bloch, Dan Bricklin, Bob Evans, Bob Frankston, Niklaus Wirth
- 2005 Paul Baran, Douglas C. Engelbart, Alan F. Shugart, Ivan Sutherland
- 2006 Antony Hoare, Robert E. Kahn, Butler Lampson, Marvin Minsky
- 2007 Morris Chang, John L. Hennessy, David A. Patterson, Charles P. Thacker
- 2008 Jean Bartik, Bob Metcalfe, Linus Torvalds
- 2009 Donald Chamberlin, Robert Everett, Federico Faggin, Ted Hoff, Stanley Mazor, Masatoshi Shima
- 2011 Whitfield Diffie, Martin Hellman, Bill Joy, Ralph Merkle
- 2012 Fernando Corbato, Edward Feigenbaum, Steve Furber, Sophie Wilson
- 2013 Edwin Catmull, Harry D. Huskey, Robert W. Taylor
- 2014 Lynn Conway, John Crawford, Irwin Jacobs
- 2015 Charles W. Bachman, Evelyn Berezin, Bjarne Stroustrup
- 2016 David N. Cutler, Lee Felsenstein, Philip Moorby
- 2017 Alan Cooper, Margaret Hamilton, Cleve Moler, Larry Roberts
- 2018 Dov Frohman-Bentchkowsky, Stephanie Shirley, Guido van Rossum
- 2019 James Gosling, Katherine Johnson, Leslie Lamport, Louis Pouzin
- 2021 Raymond Ozzie, Raj Reddy, Lillian F. Schwartz, Andries van Dam
- 2022 Adele Goldberg, Dan Ingalls, Don Bitzer, Leonard Kleinrock
- 2023 Rodney Brooks, Thomas E. Kurtz, Barbara Liskov
- 2024 Allan Alcorn, Nolan Bushnell, Steven Mayer, Elizabeth Feinler, Jensen Huang